# Kazuhisa Iijima
Kazuhisa Iijima (født 6. januar 1970) er en tidligere japansk fodboldspiller.
Han har spillet for flere forskellige klubber i sin karriere, herunder Nagoya Grampus Eight.